# Triaenodes fijianus
Triaenodes fijianus là một loài Trichoptera trong họ Leptoceridae. Chúng phân bố ở miền Australasia.